# Любомир Огнянов (преводач)
Вижте пояснителната страница за други личности с името Любомир Огнянов.
Любомир Огнянов – Ризор е български преводач, драматург, германист.

## Биография
Роден е на 29 май 1910 г. в Ямбол. През 1937 г. завършва немска филология в Софийския университет, а после специализира в Хайделберг и Берлин.
Участва във Втората световна война като ръководител и режисьор на фронтовия театър „Младост“.
Работи като драматург на театрите във Варна, Скопие и оперетния театър в София, а по-късно и като редактор и преводач. Превежда на български творби от Уилям Шекспир, Хайнрих Хайне, Йохан Волфганг фон Гьоте, Фридрих Шилер и други.
В периода 1963 – 1972 г. е ръководител на Катедрата по немска филология на Софийския университет „Св. Климент Охридски“.
От 1949 г. оглавява Кабинет на преводача – приемник на Комисията по художествен превод към Съюза на българските писатели (СБП). През 1963 г. организацията става Обединение на преводачите на художествена литература към СБП. След учредяването на Съюза на преводачите в България – една от малкото по онова време в света самостоятелни преводачески организации, обединяващи всички жанрове превод – професор Огнянов е негов заместник-председател от 1974 г. до 1979 г.
Автор е на научни трудове, драми, статии и др.
Личният архивен фонд №2105 „Огнянов, Любомир Василев (Ризор)“ се съхранява в Държавен архив – София. Съставен е от 11 архивни единици, включително и необнародвания му роман „Компасът се изменя към Изток“